# Adolphe Muzito
Adolphe Muzito (Bandundu, 1957) es un político y economista congoleño. Fue primer ministro de la República Democrática del Congo entre 2008 y 2012. 

## Carrera política
Es miembro del Partido Lumumbista Unificado y antes de ser primer ministro ocupó el cargo de ministro de Infraestructuras bajo el gobierno de Antoine Gizenga, desde 2007 a 2008. Formó gobierno, tras el nombramiento del presidente Joseph Kabila, el 26 de octubre de 2008 con 56 miembros, entre ellos 36 ministros. El partido con más número de miembros en su gobierno es el Partido del Pueblo para la Reconstrucción y la Democracia, mayoritario en la Asamblea Nacional. En 2012 le sustituyó en su cargo de forma interina Louis Alphonse Koyagialo hasta el nombramiento de Augustin Matata Ponyo.